# Santo Antão do Tojal
Santo Antão do Tojal – dawna parafia (freguesia) Loures i jednocześnie miejscowość w Portugalii. W 2011 zamieszkiwało ją 4 216 mieszkańców, na obszarze 15,13 km². Od 2013 należy do parafii Santo Antão e São Julião do Tojal.